# منشأة نظيف
منشأة نظيف إحدى قرى مركز سمنود التابع لمحافظة الغربية بجمهورية مصر العربية.

## التاريخ
اسمها الأصلي محلة مقارة كانت قرى قائمة بذاتها في الروك الصلاحي ثم أضيفت إلى محلة زياد سنة 715 هـ في الروك الناصري باسم كفر مقارة. فصلت القرية بزمام خاص عن محلة زياد في سنة 1273 هـ باسم منشأة البدراوي ثم عادت لتضم إليها في فك زمام مديرية الغربية سنة 1900 م وأضيف اسمها إلى اسم محلة زياد.
تملك القرية أحمد بك نظيف رئيس محكمة الاستئناف بأسيوط وطلب أن تسمى فاسمها فأصدرت وزارة الداخلية قرارًا بتسميتها منشأة نظيف في سنة 1925. ذكرت القرية في تعداد 1882 من توابع مركز طلخا، ثم نقلت إلى مركز المحلة الكبرى فلما أنشئ مركز سمنود سنة 1935 ألحقت به. فصلت القرية عن محلة زياد بعد تعداد 1996.

## السكان
بلغ عدد سكان منشأة نظيف 2022 نسمة حسب تقدير عام 2018.
| السنة  | 1882 | 1897 | 1907 | 1927 | 1947 | 1960   | 1976   | 1986   | 1996   | 2006  | 2018 |
| ------ | ---- | ---- | ---- | ---- | ---- | ------ | ------ | ------ | ------ | ----- | ---- |
| القرية | 108  | 175  | 5909 | 7303 | 9317 | 13,759 | 17,775 | 24,244 | 29,642 | 2,294 | 2022 |